# Jean-Baptiste Morin

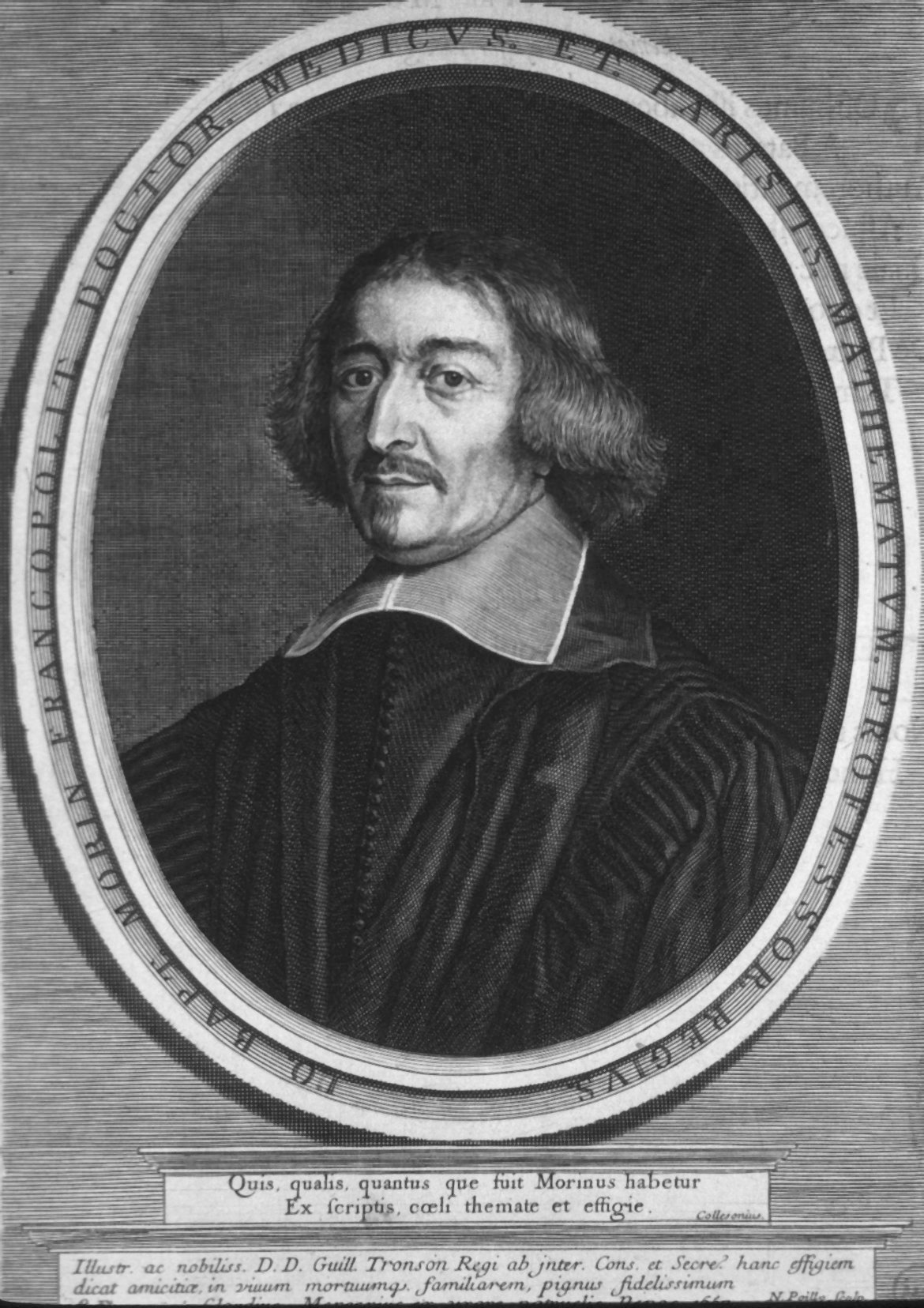
Jean-Baptiste Morin

Jean-Baptiste Morin (23 de febrero de 1583-6 de noviembre de 1656; en latín: Joannes Baptista Morinus) fue un matemático, astrólogo, y astrónomo francés.

## Primeros años
Nacido en Villefranche-sur-Saône, en el Beaujolais,  empezó a estudiar filosofía en Aix-en-Provence a la edad de 16 años. En 1611 siguió estudios de medicina en Avignon, obteniendo el título dos años más tarde. En 1613 viaja a París y ejerce como médico personal de Claude Dormy, obispo de Boulogne, hasta 1621. Durante este período estudía astrología y alquimia. En 1919 va a Transilvania y Hungría para estudiar las minas, viaje del que resulta su primer libro Nova mundi sublunaris anatomia. En 1621 estuvo al servicio del Duque de Luxemburgo hasta 1629. En estos años publicó dos obras astrológicas y un panfleto en defensa de la filosofía de Aristóteles. En 1630, y gracias a la intervención del cardenal Bérulle, Morin obtuvo la cátedra de matemáticas en el Collège Royal, puesto que conservó hasta su muerte. 
Firme creyente en la idea de la tierra fija en el espacio, Morin fue adversario de Galileo y sus ideas. También atacó la filosofía de Descartes y Gassendi, por lo cual en cierto modo quedó aislado de la comunidad científica.

## Morin y el problema de la longitud
Durante un tiempo Morin trabajó en el problema del cálculo de la longitud geográfica en alta mar. En 1634 publicó una solución basada en la determinación del tiempo absoluto por la posición relativa de la luna respecto a las estrellas. Su idea era una variación del método de las distancias lunares propuesto por Johannes Werner en 1514, aunque mejorado por el uso de instrumentos científicos más precisos y por la consideración del paralaje lunar. Morin no creía que fuera posible el uso de cronómetros para calcular la longitud, como había propuesto Gemma Frisius, pero su propio método era tan complicado que no obtuvo éxito en la práctica.

## Morin y la astrología
Hacia el fin de su vida Morin completó su Astrologia Gallica,  un tratado monumental que se publicó póstumamente, en 1661 en La Haya. La obra, aunque dedicada a la astrología, abarca también la teología y la física de Morin, y es un verdadero compendio de toda su labor intelectual.   